# Heinrich Spiero
Heinrich Spiero (* 24. März 1876 in Königsberg; † 8. März 1947 in Berlin) war ein deutscher Germanist und Literaturhistoriker.

## Leben
Heinrich Spiero – aus jüdischer Familie stammend – konvertierte als Kind zum Protestantismus. In seiner Heimatstadt besuchte er das Königliche Friedrichs-Kollegium und machte hier 1893 das Abitur. Er studierte zuerst Germanistik und dann Rechtswissenschaft und Geschichte an der Friedrich-Wilhelms-Universität in Berlin, der Albert-Ludwigs-Universität Freiburg, der Universität Leipzig und der Universität Lyon. In Leipzig wurde Spiero 1897 zum Dr. iur. promoviert.
Im Dezember 1900 heiratete er Olga Jolowicz (geb. 9. Juli 1877, gest. 14. November 1960). Aus der Ehe gingen vier Kinder hervor: Sabine (verh. Gova, 1901–2000), Josepha (verh. Warburg, 1903–1988), Ursula (verh. Filene 1906–1967), Christiane (verh. Ilisch 1911–2008).
Bis zum Beginn des Ersten Weltkrieges war Heinrich Spiero in leitender kaufmännischer Stellung in Hamburg tätig, wo er von 1911 bis 1914 auch als Dozent an der Staatlichen Kunstschule unterrichtete. Von November 1914 bis 1919 diente er in der Kriegsrohstoffabteilung im Preußischen Kriegsministerium, zunächst unter Walther Rathenau (dem er auch persönlich näher trat) und dann unter Joseph Koeth.
Nach dem Ersten Weltkrieg ließ er sich als freier Schriftsteller in Berlin nieder. Unter seiner Schriftleitung wurde im Berliner Hermann Klemm-Verlag das Jedermanns Lexikon (10 Bände, 1929–1931) erarbeitet. 1931 zeichnete ihn die Universität Göttingen mit einer Ehrenpromotion zum Dr. phil. h.c. aus.
Nach der Machtübergabe an die Nationalsozialisten 1933 blieb er trotz mehrerer Verhaftungen in Deutschland und leitete zeitweilig die Vereinigung nichtarischer Christen e. V., die später die Namensergänzung Paulus-Bund trug und 1937 verboten wurde. Einen Ruf an die Universität Delaware konnte er wegen des beginnenden Zweiten Weltkriegs nicht annehmen.
Heinrich Spiero war Gründer und Mitglied der Hamburger Kunstgesellschaft. Zudem war er im Vorstand des Deutschen Germanistenverbandes und im Vorstand der Internationale Raabe-Gesellschaft e. V.

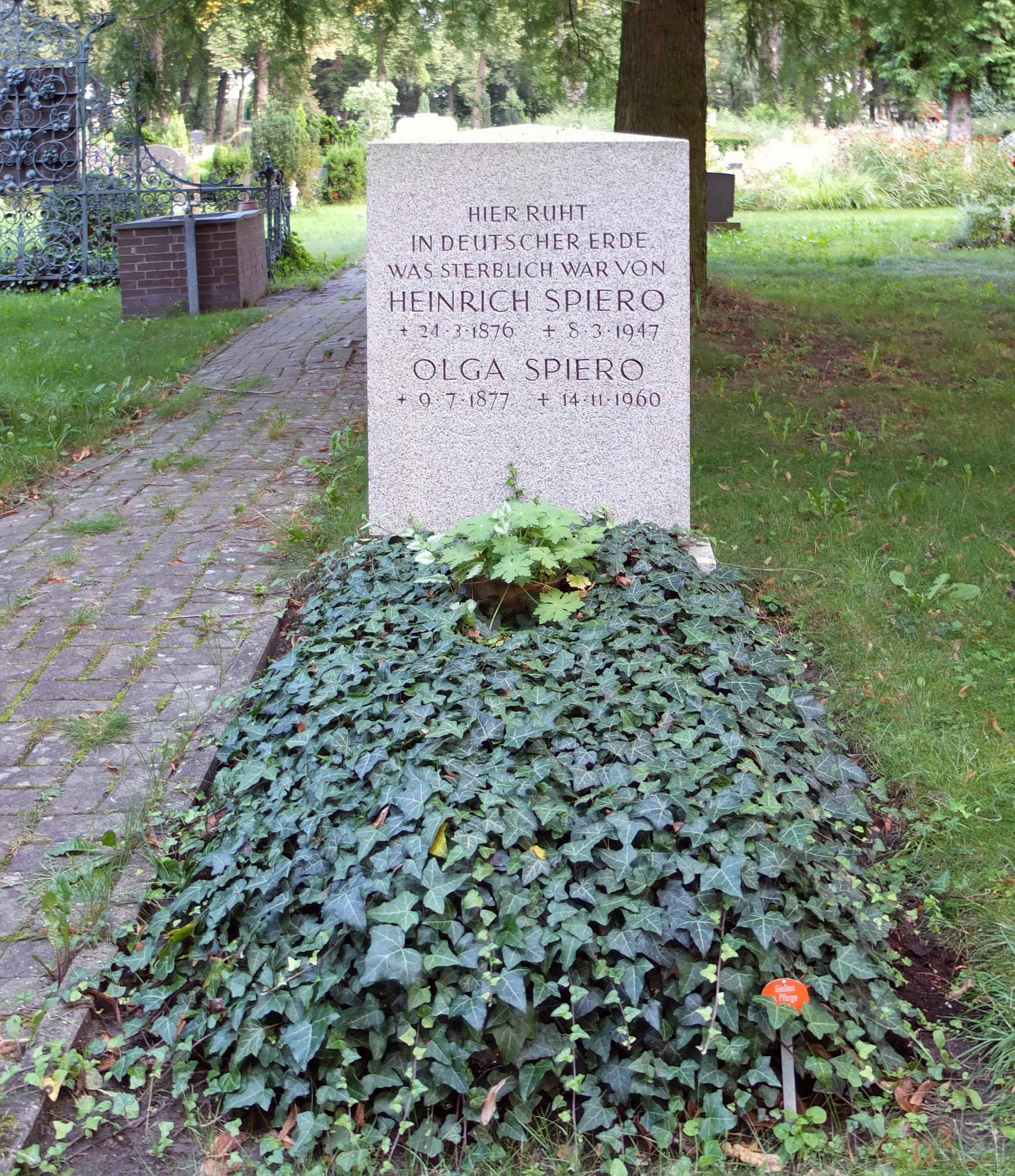
Grab von Heinrich Spiero in Berlin-Schöneberg

Heinrich Spiero starb 1947 im Alter von 70 Jahren in Berlin. Seine letzte Ruhestätte fand er auf dem Alten Zwölf-Apostel-Kirchhof in Berlin-Schöneberg (Feld 605-005-017). Das Grab war von 1990 bis 2014 als Ehrengrab des Landes Berlin gewidmet.
In Berlin-Staaken wurde 1958 der Spieroweg nach ihm benannt.
Spieros Nachlass befindet sich im Berliner Museum Treptow, ein Teilnachlass (vor allem Korrespondenz) im Deutschen Literaturarchiv Marbach.

## Veröffentlichungen (Auswahl)
Autor
Literaturwissenschaftliches, Essays
- Hermen. Essays und Studien. Voss, Hamburg 1906
- Geschichte der deutschen Lyrik seit Claudius, Teubner, Leipzig 1908
- Städte. Essays. Voss, Hamburg 1909
- Deutsche Geister. Studien und Essays zur Literatur der Gegenwart, Xenien-Verlag, Leipzig 1910
- Paul Heyse. Der Dichter und seine Werke, Cotta, Stuttgart 1910
- Die früheste Gedichtsammlung Liliencrons, Gesellschaft der Bibliophilen, Leipzig 1911
- Das poetische Berlin, Georg Müller, München 1912
- Das Werk Wilhelm Raabes, Haberland, Leipzig 1913  (online – Internet Archive)
- Geschichte der deutschen Frauendichtung seit 1800,  Teubner, Leipzig 1913
- Julius Rodenberg. Sein Leben und seine Werke, Paetel, Berlin 1921
- Die Heilandgestalt in der neueren deutschen Dichtung, Eckart, Berlin 1926
- Raabe-Lexikon, H. Klemm, Berlin-Grunewald 1926
- Gustav Falke. Ein Lebensbild, Westermann, Braunschweig 1928
- Fontane. A. Ziemsen, Wittenberg o. J. [1928]
- Geschichte des deutschen Romans, de Gruyter, Berlin 1950

Belletristisches
- Gedichte des Wanderers, Seemann, Leipzig 1902
- Kranz und Krähen. Neue Gedichte. Richter, Hamburg 1903
- Zukunft (Roman), 1911
- Dichtungen, Haberland, Leipzig 1911
- Lebensmächte, Novellen, Haberland, Leipzig 1911
- Hamburger Märchen, Glogau, Hamburg 1912
- Verschneite Wege. Die Richter, Novellen, Haberland, Leipzig 1913 (online – Internet Archive)
- Gebundene. Sechs Erzählungen. Die Brücke, Berlin 1926

Autobiographisches
- Schicksal und Anteil. Ein Lebensweg in deutscher Wendezeit. Volksverband der Bücherfreunde – Wegweiser Verlag, Berlin 1929

Herausgeber
- (mit Olga Spiero) Fontane-Brevier. F. Fontane, Berlin, 1905
- Deutsche Lyrik seit 1850. Manz, Wien 1912
- Christian Friedrich Scherenberg: Ausgewählte Dichtungen. Bibliographisches Institut, Leipzig, Wien [1914]
- Fanny Lewald: Römisches Tagebuch 1845/46. Klinkhardt u. Biermann, Leipzig, 1926 (online – Internet Archive)
- Heinrich von Treitschke: Geschichte der deutschen Literatur von Friedrich dem Großen bis zur Märzrevolution. Klemm, Berlin-Grunewald, 1927
- Jedermanns Lexikon. 10 Bände, Klemm, Berlin-Grunewald 1929–1931